# P-1 (戦闘機)

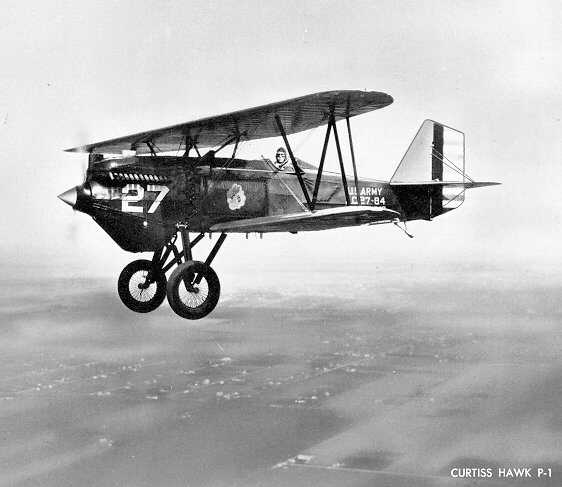
Curtiss P-1 Hawk

カーチス P-1 ホークは、1920年代後半のアメリカ合衆国の戦闘機である。1920年代後半、カーチスは様々な識別名の戦闘機を試作・生産するが、同じ合板構造・形状の主翼を用いているので、派生型と考えることができる。アメリカ海軍のF11Cも同じ翼を用いている。

## 各型

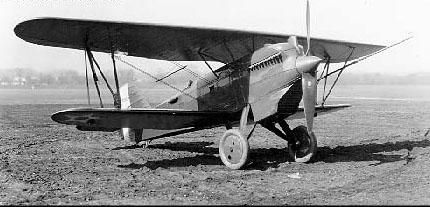
P-2
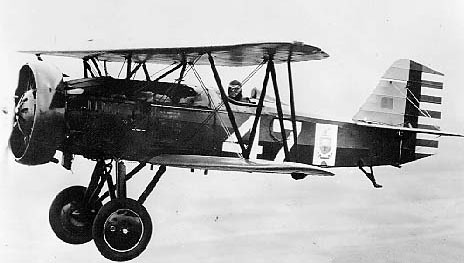
P-3
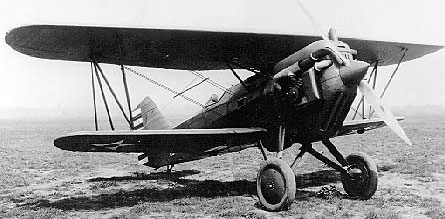
P-5
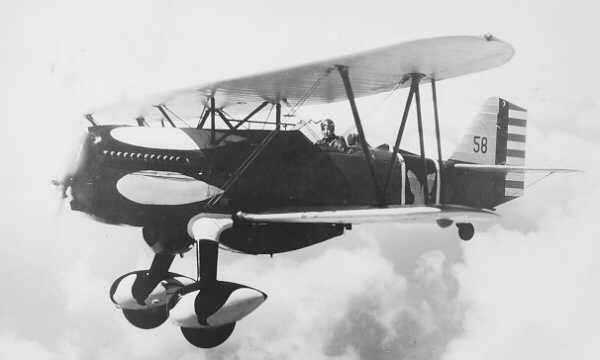
P-6
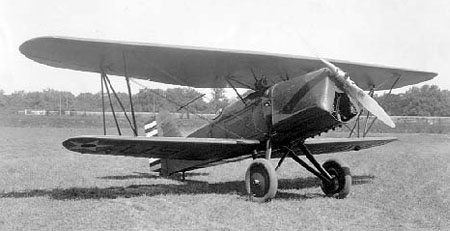
XP-17
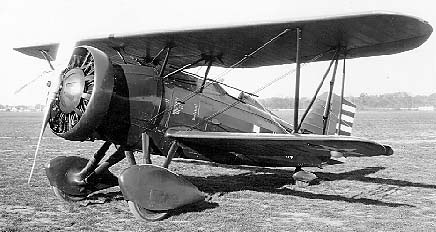
YP-20
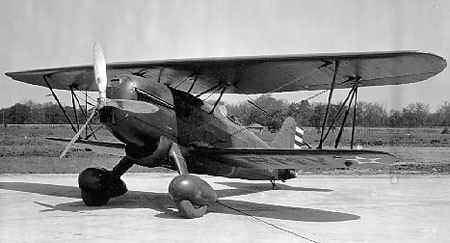
XP-22
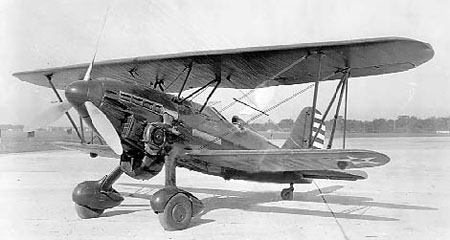
XP-23

P-1
アメリカの戦闘機の識別方法が変わった後の最初の戦闘機で、1924年6月の試作評価時はXPW-8B（Wは水冷エンジンであることを示す）と呼ばれ、ボーイングXPW-9と比較試験に勝って採用された。最初の生産モデルは1925年8月に引き渡され、シリアルナンバーは25-410であった。
P-2
エンジンをカーチスV-1400に変更した機体。機首右側に排気タービンを搭載して速度が向上したものの信頼性に欠き、後にV-1150に換装された。試作機のうち1機はV-1570に換装されてP-6の原型となった。
P-3
空冷エンジン型。当初に搭載する予定だったカーチスR-1454が不調のため、P&WR-1340-1を搭載した。P&WR-985に換装してXP-21に改称された。
P-5
P-2に続く排気タービン搭載型。当初はカーチスV-1150が搭載されていたが、カーチスD-12Fに換装された。高高度運用を想定して酸素ボンベやヒーターが搭載されていた。高度7,620mで279km/h、実用上昇限度9,723mという高性能を発揮したが、依然としてタービンの信頼性に欠け、試作機2機の墜落により、残存機は試験機として運用された。
P-6
エンジンをカーチスV-1570に変更した主要発展型。
XP-11
エンジンをカーチスH-1640に変更を予定した機体。3機が製作されていたが、XO-18で先行してテストしていたH-1640エンジンの開発中止により、完成しなかった。
XP-17
P-1をライトV-1470に換装したエンジンテスト機。
YP-20
未完に終わった3機のP-11のうち1機にライト R-1820を搭載した試作機。1931年7月に、陸軍航空隊がP-6,P-12,YP-20,XP-22の4機で比較審査を行い、当機は不採用となった。後にカーチスV-1570に換装されてXP-6E（採用されたXP-22の試作型）となり、さらに排気タービンを搭載したXP-6Fとなった。
XP-21
P-3をP&WR-985に換装した試作機。
XP-22
P-3をカーチスV-1570に換装した試作機。当初はYP-20を改造する予定だったが、テストが長引いたため、P-3Aを改造した。比較審査を経て採用されてY1P-22が発注されたが、P-6Eに改称された。
XP-23
P-2,P-5に続く排気タービン搭載型。胴体を再設計して全金属製となった。やはり排気タービンの不調で採用されなかった。
- P-2
- P-3
- P-5
- P-6
- XP-17
- YP-20
- XP-22
- XP-23

## 主要諸元
掲載されているエンジンなどは代表的なもので、サブタイプを含めてさまざまなエンジン換装が行なわれた。
| 初飛行 | 型式  | エンジン                            | 出力  | 全幅  | 全長  | 生高  | 自重    | 最高速度 | 航続距離 | 生産機数 |
| ------ | ----- | ----------------------------------- | ----- | ----- | ----- | ----- | ------- | -------- | -------- | -------- |
| 1925   | P-1   | カーチス V-1150-1 液冷12気筒        | 435hp | 9.60m | 6.98m | 2.69m | 926kg   | 265km/h  | 550km    | 149      |
| 1926   | P-2   | カーチス V-1400 液冷12気筒(TC付)    | 600hp | 9.62m | 6.95m | 2.61m | 944kg   | 290km/h  | 644km    | 5        |
| 1927   | P-3   | P&W R-1340-1 空冷星型9気筒          | 410hp | 9.62m | 6.83m | 2.66m | 887kg   | 196km/h  | 550km    | 5        |
| 1927   | P-5   | カーチス D-12F 液冷12気筒(TC付)     | 500hp | 9.60m | 7.21m | 2.81m | 1,143kg | 279km/h  | 354km    | 4        |
| 1929   | P-6   | カーチス V-1570C 液冷12気筒         | 600hp | 9.60m | 7.01m | 2.69m | 1,224kg | 318km/h  | 921km    | 45       |
|        | P-11  | カーチス H-1640 空冷12気筒          | 600hp | 9.60m | 7.01m | 2.69m |         |          |          | 0        |
| 1929   | XP-17 | ライト V-1470 倒立V型液冷12気筒     | 480hp | 9.60m | 6.96m | 2.62m | 1,000kg | 265km/h  |          | 1        |
| 1929   | YP-20 | ライト R-1820 空冷9気筒             | 575hp | 9.60m | 7.01m | 2.69m | 1,124kg | 301km/h  |          | 1        |
|        | XP-21 | P&W R-985 空冷9気筒                 | 450hp | 9.62m | 6.83m | 2.66m |         | 196km/h  |          | 2        |
| 1931   | XP-22 | カーチス V-1570-23 液冷12気筒       | 700hp | 9.60m | 7.19m | 2.67m | 1,178kg | 325km/h  |          | 1        |
| 1932   | XP-23 | カーチス G1V-1570C 液冷12気筒(TC付) | 700hp | 9.60m | 7.26m | 2.90m | 1,485kg | 359km/h  |          | 1        |

## 日本での運用
1927年（昭和2年）頃、大日本帝国陸軍はP-1のサブタイプであるP-1Aを実験機として1機輸入し、試用した。また、1930年（昭和5年）にはP-6の初期輸出型であるP-6Aを三菱航空機が1機輸入し、これも陸軍で実験機として用いられた。なお、P-6Aの輸入はカーチス社を視察していた堀越二郎技師によって選択されたという。